# إميلي بليس قاولد
إميلي بليس قاولد (بالإنجليزية: Emily Bliss Gould)‏ هي فاعلة خير أمريكية، ولدت في 1825، وتوفيت في 1875.